# Gaambares
Os Gaambares (li. "época apropriada") são festivais sazonais que ocorrem seis vezes por ano. Devido às peculiaridades das variantes Xaenxai e Cadmi do calendário zoroastrista, nessas variantes os festivais sazonais são realmente celebrados com muitos meses de antecedência e, portanto, dizem refletir as seis "criações primordiais" de Aúra-Masda, também conhecidas como Amexa Espentas. Cada um desses festivais é comemorado ao longo de cinco dias. Os seis festivais são:
- Maidyozarem Gahambar (festa de meados da primavera), 30 de abril a 4 de maio
- Maidyoshahem Gahambar (festa de meados do verão), 29 de junho a 3 de julho
- Paitishahem Gahambar (festa de "trazendo a colheita"), 12 a 16 de setembro
- Ayathrem Gahambar (festa de "trazendo para casa os rebanhos"), 12 a 16 de outubro
- Maidyarem Gahambar (festa do meio do ano/inverno), 31 de dezembro a 4 de janeiro
- Hamaspathmaidyem Gahambar (festa de "todas as almas", literalmente "vindo com o grupo todo"), 16 a 20 de março